# Mac OS X 10.7
Mac OS X 10.7 (Lion) je osmá hlavní verze Mac OS X určená pro počítače firmy Apple. To, že se jedná o operační systém nesoucí název Lion bylo představeno Applem 20. října 2010 na „Back to the Mac“, kde byl nový OS představen. Dne 24. února 2011 byla puštěna první verze určena pro vývojáře. V červenci 2011 se systém začal prodávat. Jedná se o první verzi Mac OS X s plnou podporou češtiny.

## Systémové požadavky
- procesory x86-64 (Macy s procesory Intel Core 2 Duo a novější CPU)[1]
- 128MB grafické paměti (pracovat by měl i s 64MB pamětí)

## Vzhled systému
- Firma Apple se už od verze Mac OS X 10.5 Leopard drží stejného vzhledu. Na první pohled jsou změny ve vzhledu opravdu nepatrné, ale opravdu je zde nalezneme. Finder, který byl kompletně přepracovaný má zásadní změny a ve svém vzhledu. Jednotlivé detaily jsou lépe zpracované a v mnoha případech usnadňují uživateli práci.
- Fullscreen je nová funkce, která zásadně změní vzhled aplikace. Nejedná se totiž a maximalizaci okna, ale o úplný fullscreen aplikace. Na pracovní ploše tedy není nic jiného než obsah právě používané aplikace. Díky multi-touchovým gestům také zmizel známý scrollbar a nahradil jej scrollbar, který můžeme znát ze zařízení iOS. Jedná se tedy o scrollbar, který se objeví pouze tehdy je-li obsah v aplikaci posouván.

## Nové nebo změněné funkce
Některé nové funkce byly ukázány na keynote „Back to the Mac“ a na internetových stránkách Applu.
- Adresář – obsahuje nové rozhraní, které se podobá knize.
- Airdrop- sdílení souboru Mac-to-Mac.
- Auto Save
- FaceTime
- Finder – je zcela přebudovaný
- iCal – aktualizované uživatelské rozhraní, podporuje Full-screen zobrazení.
- iChat – nově podpora Yahoo! Messengeru.
- Launchpad – spouštění aplikací, které se zobrazují stejně jako v iOS zařízeních. Zahrnuje možnost více stránek a umisťování aplikací do skupin.
- Mac App Store – obchod s aplikacemi pro Mac OS X. Dne 6. ledna 2011 byl už uvolněn do systému. Mac OS X Snow Leopard.
- Mail 5
- Mission Control – nahrazuje funkci Exposé. Dává větší přehled o spuštěných aplikacích a řadí okna stejné aplikace do skupiny. Poskytuje rychlý přístup k Dashboardu a na jiné plochy.
- Multi-touch gesta – byla zde přidána nová gesta pro snadnější ovládání. Úzce spjaté s Mission Control.
- Náhled – získává několik nových funkcí z nichž nejdůležitější je podpora celoobrazovkového režimu.
- QuickTime
- Safari
- TextEdit – nové grafické menu s výběrem písma a zvýrazněním textu.